# Хаан Хунс-Эрчим
«Хаан Хунс-Эрчим» (монг. «Хаан Хүнс-Эрчим» хөлбөмбөгийн клуб) — монгольский футбольный клуб из Улан-Батора. Основан в 1948 году, как клуб местных энергетиков. 9-кратный чемпион Монголии, 6-кратный обладатель Кубка Монголии, 3-кратный обладатель Суперкубка Монголии. Один из самых популярных футбольных клубов страны. Клуб называют лидером монгольского футбола. Главный тренер команды — Зоригт Баттулга, президент — Л.Доржсурэн. Название клуба «Эрчим» в переводе с монгольского означает «Энергия». Домашние матчи проводит на стадионе ТЭЦ-4, вмещающем 2000 зрителей.

## История
Клуб был основан в 1948 году, как клуб местных энергетиков. В период социализма клуб не выигрывал чемпионатов, а в профессиональный футбол вошел только в 1994 году.
В 1996 году футбольный клуб «Эрчим» начал свой «золотой век», заняв первое место в чемпионате Монголии. На следующий год он занял второе место, уступив клубу «Дельжер», а уже в 1998 году «Дельжер» был побежден, «Эрчим» снова стал чемпионом. В 1999 году в финальном матче «Эрчим» уступил клубу «НТ Банк-Барс», в 2000 году «Эрчим» опять завоевал первое место. В 1998, 1999, 2000 годах Эрчим также выигрывал Кубок Монголии, а последующие два года проиграл в финальном матче.
С 2000 года началось соперничество «Эрчима» с «Хангарьдом» из Эрдэнэта в чемпионате Монголии. «Хангарьд» был основан в 1996 году и играет на более современном, чем Национальный стадион Монголии, на котором тогда играл Эрчим, стадионе. Этот стадион называется «Эрдэнэт» и входит в Спортивный центр совместного монголо-российского предприятия Эрденет. В отличие от Национального стадиона, он имеет искусственное покрытие и строился специально для проведения футбольных матчей. «Хангарьд» стал чемпионом в 2001, 2003 и 2004 годах, в эти годы Эрчим не попал даже в первую тройку. Он смог отодвинуть «Хангарьд» на второе место только в 2002 году.
24 октября 2002 года был открыт специализированный стадион Футбольный центр МФФ, на который перешел Эрчим. На стадионе уложено искусственное покрытие.
В 2005 году первые два места получили на Чемпионате Монголии Хоромхон и Хангарьд, в 2006 году Хасын Хулгууд и Хоромхон. В очередной раз встретиться Эрчим и Хангарьд смогли в финальном матче чемпионата 2007 года, победу одержал Эрчим. В 2008 году он победил Хоромхон. В 2009 году он проиграл клубу Университет Улан-Батора, основанному в 2001 году, и занял второе место.
В 2011 году по итогам азиатской Лиги чемпионов «Эрчим» не прошёл в групповой этап из-за гола, пропущенного на последней минуте заключительного матча.
Снова "Эрчим" добился победы на Чемпионате Монголии только в 2012 году. Последний матч был с клубом из Улан-Батора Хасын Хулгууд. Первый тайм закончился со счетом 1:1, второй 0:0. "Эрчим" победил в серии пенальти 5:4, голы в игре забили З.Баттулга (1:0) и Т.Ганзориг (1:1).
 В том же году Монгольская футбольная федерация приняла решению подключиться азиатскому турниру Кубок президента АФК, "Эрчим", как чемпион Монголии, принял в нём участие. Клуб занял 3 место в группе А и 6 место в общем зачете, проиграв сборной Тайваня.
В 2013 год Эрчим снова стал чемпионом Монголии и принял участие в Кубке президента АФК. В этот раз он пробился в финал и занял 4-е место в общем зачете. Последние три года команда также выигрывала Кубок и Суперкубок Монголии, став абсолютным лидером монгольского футбола.
В 2014 году команда опять принимает участие в Кубке президента АФК. В групповой стадии 3 матча будут сыграны на домашнем стадионе "Эрчима".

## Текущее состояние
По словам футболиста из Бурятии Алексея Лобсанова, игравшего в Эрчиме, «клуб можно назвать лидером монгольского футбола, из шести последних чемпионатов „Эрчим“ выиграл половину.».
В составе команды играют несколько иностранных игроков. В настоящее время наличие т. н. «легионеров» в монгольских командах является обычным явлением, в других командах выступают игроки из Нигерии, Бразилии, Канады, Сингапура и Южной Кореи. По словам бурятского легионера Лобсанова, из-за «легионеров» уровень чемпионата Монголии по футболу резко вырос:
Раньше чемпионат Монголии можно было сравнить с бурятским. А теперь за счет легионеров футбол стал гораздо быстрее и качественнее. Сами монголы играют очень жестко и подтягиваются к уровню иностранных игроков.
По поводу Эрчима Лобсанов рассказал, что:
Очень понравилась профессиональное отношение к игре и сплоченность команды. Монгольские футболисты даже в автобусе все вместе поют. Каждый матч начинается под гимн, и на стадион приходит много болельщиков.

## Достижения
В период с 1996 по 2012 год Эрчим восемь раз становился чемпионом Монголии, 3 раза серебряным и 1 раз бронзовым призёром.
Также, Эрчим единственный из монгольских футбольных клубов, участвовавший в международном турнире (Кубок президента АФК: 2012, 2013, 2014).
- Чемпионат Монголии по футболу[2]
  - Чемпион (12): 1996, 1998, 2000, 2002, 2007, 2008, 2012, 2013, 2015,[12] 2016, 2017, 2018
  - Серебро (3): 1997, 1999, 2009
  - Бронза (1)
- Кубок Монголии по футболу[1]
  - Чемпион (5): 1998, 1999, 2000, 2011, 2012
  - Серебро (2): 2001, 2002
- Суперкубок Монголии по футболу[13]
  - Победитель (7): 2011, 2012, 2013, 2014, 2016, 2017

## Стадион
В настоящее время Эрчим играет на поле Футбольного центра Монгольской футбольной федерации. Вместимость трибун составляет 3500 человек. Футбольный центр МФФ находится в непосредственной близости от Центрального стадиона. Стадион является также домашним стадионом сборной Монголии, которая провела здесь несколько своих матчей. На стадионе уложено искусственное покрытие. Футбольный центр был открыт 24 октября 2002 года.
До открытия нового центра Эрчим играл на Центральном стадионе, также известном как Национальный стадион Улан-Батор. Это многоцелевой стадион в Улан-Баторе, построенный в 1958 году. Крупнейший стадион в Монголии. Располагается в районе Хан-Уул. В настоящее время используется преимущественно для проведения монгольского праздника Надом. Вместимость трибун 20 000 зрителей.
Согласно футболисту Эрчима Алексея Лобсанова, для клуба строят новый стадион на 5000 зрителей и базу.

## Игроки

### Известные игроки
- Ганбаатарын Тугсбаяр — выступал за «Эрчим» в 2003—2004 и 2007—2008 годах. Долгое время был рекордсменом сборной Монголии по количеству забитых мячей, но в феврале 2011 года его результат (6 голов) был превзойдён Доноровыном Лумбэнгаравом[21].
- Доноровын Лумбэнгарав — выступал за «Эрчим» в 2007—2008 годах. За сборную Монголии Лумбэнгарав играет с 2000 года, провёл 31 матч, забил 7 мячей, оба этих показателя являются рекордными для монгольской национальной команды.[21][22]
- Баясгалан Гарьдмагнай — суммарно выступал за «Эрчим» 7 лет, кроме него играл в других иностранных клубах.
- Ёсукэ Минами — японский футболист, первый японский игрок в Монголии и на Шри-Ланке, лучший бомбардир в двух клубах Сингапура.

## Тренерский штаб
| Должность      | Имя             |
| -------------- | --------------- |
| Главный тренер | Зоригт Баттулга |
| Тренер         | Ч.Алтантогос    |